# Bright (Film)
Bright ist ein US-amerikanischer Fantasy-Actionfilm des Regisseurs und Produzenten David Ayer aus dem Jahr 2017. Die Hauptrollen spielen Will Smith und Joel Edgerton. Der Film wurde am 22. Dezember 2017 weltweit auf Netflix veröffentlicht.

## Handlung
In einer alternativen Welt leben übernatürliche Wesen, wie Feen, Elfen und Orks, auf engstem Raum, aber friedlich mit den Menschen zusammen. Daryl Ward, ein menschlicher Polizist, ist von seinen seltsamen Mitbürgern nicht wirklich begeistert. Besonders mit den Feen, die sich im Vogelhaus in seinem Vorgarten eingenistet haben, steht er auf Kriegsfuß, denn obwohl sie nur 20 cm groß sind, können sie schmerzhafte blaue Flammen spucken. Außerdem muss Ward auch noch Dienst mit dem ihm zugeteilten Nick Jakoby schieben, dem ersten Ork-Polizisten überhaupt. Bei ihrem letzten Einsatz hatte Jakoby etwas zu essen geholt, während Ward angeschossen wurde.
Als sie eines Nachts während eines scheinbaren Routineeinsatzes zu einem Tumult in einem Haus in der Nähe der Innenstadt von Los Angeles gerufen werden, machen die beiden eine mysteriöse Entdeckung. Sie nehmen eine junge Frau in Gewahrsam, in deren Besitz sich etwas befindet, was sie als einen unglaublich mächtigen Zauberstab identifizieren, und dieser könnte viel Chaos anrichten, wenn er in die falschen Hände gerät. Zudem ist der Einsatz von Magie in ihrer Welt illegal, wie es auch bei High-Tech-Waffen ist. Dennoch gibt es die Brights, unter ihnen lebende Magier, die solche Zauberstäbe in ihrem Alltag benutzen können.
Eigentlich gehört der Zauberstab der abtrünnigen Elfin Inferni Leilah. Die Elfin Tikka, welche den Stab an sich genommen hat, benötigt die Hilfe der beiden Polizisten, um den Stab von ihr fernzuhalten und sich gegen finstere Gestalten zu erwehren, die es auf diesen abgesehen haben. Die Existenz des Zauberstabs bleibt nicht lange ein Geheimnis. Dabei geraten die LAPD-Officer ins Kreuzfeuer und müssen feststellen, dass selbst scheinbar brave Bürger aller Spezies über Leichen gehen würden, um in den Besitz des Stabes zu kommen.

## Produktion

### Besetzung
Will Smith übernahm die Rolle von Officer Daryl Ward, und Joel Edgerton spielt den Ork-Cop Nick Jakoby. Smith, der seinen neuen Kollegen im Film spüren lässt, dass er ihm gegenüber Vorurteile hat, sagte über seine Rolle: „Es war wirklich toll, einen afro-amerikanischen Polizeibeamten zu spielen, der jemandem gegenüber als Rassist auftreten kann.“ Der Filmtitel Bright bezieht sich auf Lebewesen mit der Fähigkeit, den Zauberstab nutzen zu können. Ein Hauptpunkt im Film ist das Thema Rassismus, wie Smith erklärte. Man habe seine Rolle explizit als Rassisten gestaltet, und als Schwarzer habe er sich noch nie auf dieser Seite befunden. Smith zitierte seine Rolle Officer Ward, der im Film zu seinem Kollegen, dem ersten seiner Spezies beim LAPD, sagt, er wolle keine Orks in seinem Auto haben.
Axel Weidemann von der Frankfurter Allgemeinen Zeitung erklärt, im Film werde die Diskriminierung der schwarzen Bevölkerung in Amerika im Hau-Ruck-Verfahren auf die Orks projiziert: „Sie tragen weite Klamotten, hören aber Death-Metall statt Hip Hop. Für den alltäglichen Rassismus in einem Los Angeles, in dem Orks sich in Straßengangs organisieren und die Elfen ihren eigenen Stadtteil („Elven-District – Elves only“) mit vergoldeten Leitplanken haben, interessiert sich der Film nur zu Beginn.“ Benedikt Frank von der Süddeutschen Zeitung erklärt zu den im Film gezeigten Klassenunterschieden, Los Angeles sei wie in der Realität auch Hauptstadt der Straßengangs, und typischerweise seien Orks Teil einer solchen und leben in Armenvierteln. Die Elfen hingegen, in der klassischen Fantasy Edelleute eines romantisierten Mittelalters, seien jetzt Yuppies, Banker, Schickeria und sonderten sich in Gated Communitys ab, so Frank weiter.
Tikka, im Film die Trägerin des mächtigen Zauberstabes, wird von Lucy Fry gespielt. Édgar Ramírez ist im Film in der Rolle des Elfen Kandomere, zu sehen, der in der Magieabteilung des FBI arbeitet. Happy Anderson spielt in der Rolle von Montehugh einen seiner menschlichen Kollegen. Die Rolle von Dorghu, dem Anführer der Nebelzahnork Gang, wurde von Brad William Henke übernommen. Die in Island aufgewachsene Schauspielerin Noomi Rapace, die im Film die Elfe Leilah beziehungsweise Liela spielt, die versucht, wieder in den Besitz des Zauberstabes zu kommen und eine zwielichtige Figur ist, sagte im Rahmen der Comic Con in San Diego im Juli 2017, dort glaube man an die Existenz von Elfen und Feen, und auch Ramírez, der in Venezuela aufwuchs, erklärte dort glaube man an alles Mögliche/alles.

### Dreharbeiten und Filmmusik
Die Dreharbeiten fanden überwiegend im Stadtzentrum von Los Angeles statt. Sie wurden am 9. November 2016 begonnen und am 4. Februar 2017 beendet. Netflix hatte zugestimmt, den Film dort zu drehen. Produzent Eric Newman erklärte, die Dreharbeiten hätten überwiegend/immer nachts stattgefunden, und sagte, man habe in Los Angeles gedreht, um den Film so realistisch wie möglich wirken zu lassen. Während der Dreharbeiten war Smiths Vater Willard Carroll Smith senior gestorben. Die Produktionskosten belaufen sich auf rund 90 Millionen US-Dollar.
Die Filmmusik wurde von David Sardy komponiert. Die Aufnahme dieser erfolgte Anfang August 2017 in den AIR Studios in London. Der Soundtrack zum Film, der neben Songs von unter anderem Bastille, Logic & Rag ’n’ Bone Man, Camila Cabello, Steve Aoki & Lil Uzi Vert, Machine Gun Kelly, X Ambassadors & Bebe Rexha, Ty Dolla Sign & Future, A$AP Rocky & Tom Morello und Marshmello & Migos enthält, wurde am 15. Dezember 2017 von Atlantic Records veröffentlicht. Insgesamt umfasst Bright: The Album 13 Musikstücke. In der letzten Dezemberwoche 2017 stieg Bright: The Album auf Platz 77 in die Billboard 200 ein und hatte dort in der zweiten Januarwoche 2018 auf Platz 48 seine bislang höchste Platzierung. In den deutschen Albumcharts erreichte der Soundtrack am 5. Januar 2018 auf Platz 97 seine bislang höchste Platzierung.
Zudem konnten die Songs Home und Danger sich in diversen Charts platzieren.

### Marketing und Veröffentlichung
Im Rahmen der Comic-Con in San Diego wurde im Juli 2017 ein erster Trailer zum Film vorgestellt. Der Film feierte am 15. Dezember 2017 in The BFI Southbank in London seine Premiere und wurde am 18. Dezember 2017 in Anwesenheit von Will Smith, Noomi Rapace und Joel Edgerton in Mumbai vorgestellt. Seit 22. Dezember 2017 wird der Film bei Netflix gezeigt.

## Rezeption

### Kritiken

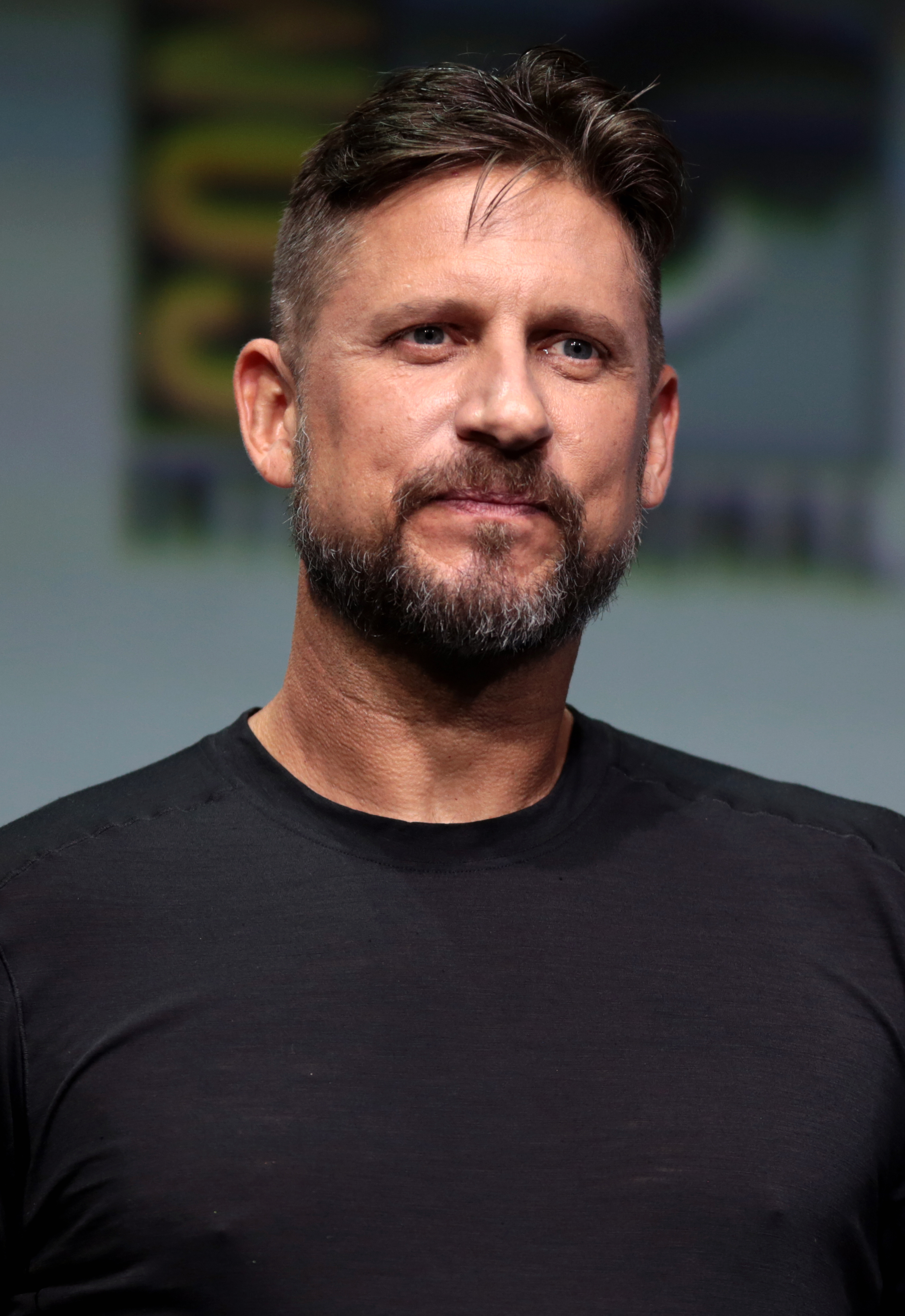
David Ayer auf der Comic-Con in San Diego (2017)

Nach der Vorstellung eines ersten Trailers im Juli 2017 bemerkte Marc Röhlig von Bento, dass einer der reizvollsten Momente in den Harry-Potter-Filmen das Aufeinandertreffen von Magie und Alltag gewesen sei, eine Idee, mit der auch Phantastische Tierwesen spiele. So sei es auch bei Bright, wenn er Action und Fantasy zusammenbringe. Der Film werfe ganz nebenbei zudem Fragen zum Anderssein, zu sozialer Ungerechtigkeit und Diskriminierung auf, so Röhlig.
Benedikt Frank von der Süddeutschen Zeitung meint, Regisseur David Ayer, der seit Training Day im Cop-Film erfahren sei, im Fantasy-Genre aber nicht, gelinge die Verschmelzung der Welten, die augenscheinlich nicht zusammenpassten. Auch wenn dies funktioniere, so Frank weiter, dürfte der Plot jedoch kaum jemanden überraschen, der beide Genres gut kennt. Frank resümiert, der Film sei kurzweilig, allerdings auch weniger tiefsinnig, als man angesichts des Themas Rassendiskriminierung erwarten könnte.
Axel Weidemann von der Frankfurter Allgemeinen Zeitung erklärt, die Handlung des Films sei überschaubar, und Ayer habe schon bei seinem Actionfilm Suicide Squad mehr Wert auf Zutaten, denn auf die Erzählung gelegt. Die Kamera von Roman Vasyanov, so Weidemann weiter, halte stets Distanz zu den Figuren: „Gesichter bleiben im Halbdunkel, als wäre es das letzte Kapitel von Apocalypse Now. Von Schauspielerei ist also über die gesamten 157 Männer-Minuten nicht viel zu sehen. Bewegung und Effekt sind Trumpf.“
Auch Oliver Kaever von Spiegel Online kritisiert die Handlung, die in einer Nacht spielt. Die ständige Dunkelheit sorge angesichts hochfrequent geschnittener Sequenzen für komplette Orientierungslosigkeit: „Schon im Kino sind Montage-Müllhaufen wie diese in vielen Actionfilmen ein Ärgernis, auf der kleineren Mattscheibe lösen sie schlicht Übelkeit aus.“

### Auszeichnungen
Im Dezember 2017 gab die Academy of Motion Picture Arts and Sciences bekannt, dass sich der Film in der Vorauswahl befindet, aus der die Nominierten in der Kategorie Bestes Make-up und Beste Frisuren der Oscarverleihung 2018 bestimmt werden. Am 18. Dezember 2017 gab die Academy bekannt, dass sich der Titelsong der Band Bastille «World Gone Mad» in einer Vorauswahl von 70 Liedern befindet, aus der die Nominierungen in der Kategorie Bester Filmsong bestimmt werden. Im Folgenden weitere Nominierungen.
Make-Up Artists And Hair Stylists Guild Awards 2018
- Nominierung in der Kategorie Feature Motion Picture: Best Period and/or Character Makeup (Alessandro Bertolazzi, Cristina Waltz und Judy Murdock)[21]

National Film Awards UK 2018
- Nominierung als Bester internationaler Film[22]

## Synchronisation
Die deutsche Synchronisation entstand nach einem Dialogbuch von Matthias Müntefering und der Dialogregie von Torsten Sense im Auftrag der RRP Media GmbH in Berlin.
| Rolle       | Darsteller     | Synchronsprecher |
| ----------- | -------------- | ---------------- |
| Daryl Ward  | Will Smith     | Jan Odle         |
| Nick Jakoby | Joel Edgerton  | Daniel Fehlow    |
| Leilah      | Noomi Rapace   | Vera Teltz       |
| Kandomere   | Édgar Ramírez  | Michael Deffert  |
| Tikka       | Lucy Fry       | Jacqueline Belle |
| Montehugh   | Happy Anderson | Sven Brieger     |
| Pollard     | Ike Barinholtz | Peter Lontzek    |
| Sherri Ward | Dawn Olivieri  | Dana Friedrich   |

## Fortsetzung
Im Rahmen der Comic-Con in San Diego im Juli 2017 sprach Regisseur David Ayer über die Möglichkeit einer Fortsetzung und sagte, wenn es eine solche gebe, werde man mehr von der Geschichte dieser reichen Mythologie erzählen, was so toll an diesem geeigneten Universum sei. Am 20. Dezember 2017, kurz vor der Veröffentlichung des Films, wurde bekannt, dass Netflix um den Film herum ein Franchise aufbauen wollte und bereits eine erste Fortsetzung orderte. Wie am 3. Januar 2018 bekannt wurde, wird David Ayer erneut Regie führen, zudem wird er auch das Drehbuch verfassen.
Mittlerweile hat Netflix der Produktion eines zweiten Teils eine Absage erteilt.